# 島田沙羅
島田 沙羅（しまだ さら  1976年4月4日 - ）は、日本の元タレント、元女優。本名、中田 さおり。東京都出身。

## 略歴・人物
- 東京都立代々木高等学校卒業。
- 集英社『週刊ヤングジャンプ』第3回全国女子高生制服コレクションがブレイクのきっかけ。
- 1995年、矢部美穂とコスプレユニット「キューティ・ナイト」を結成。ミニアルバム「DISTANCE MOON」は全曲の作詞を池田貴族が担当している。
- 1998年、ミュージカル『美少女戦士セーラームーン』に出演。
- 1999年、写真集『mina』でヘアヌードを披露。
- 趣味は舞台観劇、音楽鑑賞、散歩。
- 現在の活動・消息は一切不明。

## 出演

### バラエティ
- ドキッ!丸ごと水着!女だらけの水泳大会（フジテレビ）
- Y²club（テレビ東京）
- NEWSモーニングJAM（テレビ東京）
- グラビアの美少女（MONDO21）

### 舞台
- 美少女戦士セーラームーン（1998年 - 1999年） - セーラーネプチューン/海王みちる 役

### 映画
- TOMOKO 最も危険な女（2000年） - 須藤智子 役
- 女帝 SUPER QUEEN（2001年） - ホステス 役

### オリジナルビデオ
- 湘南純愛組!（1995年、日本映像）
- コスプレ戦士 キューティ・ナイト（1995年、大映）
- カメレオン（1996年、日本映像） - 浅岡ひかる 役

### CM
- 丸善「チーかま」
- エースコック「わかめラーメン」
- 森永乳業「サンキスト 飲むゼリー」
- ロッテ「シリアルアーモンドチョコ」
- 松下電器産業「カーバッテリー」（1996年 - 1997年）

## 作品

### 写真集
- 少女A・処女の制服（1994年8月、英知出版、撮影：荒木英仁）
- Cutie Doll（1996年1月、ワニブックス、撮影：木村智哉）ISBN 978-4847024191
- SARA（1996年12月、音楽専科社、撮影：谷口征）ISBN 978-4-900343-96-2
- elle（1998年4月、スコラ、撮影：木村晴）ISBN 978-4796204910
- mina（1999年6月、バウハウス、撮影：久保田昭人）ISBN 978-4894611429
- Girliee -ガーリー-（2000年7月、竹書房、撮影：平田友二）ISBN 978-4812406403

### ビデオ
- Sara Smile（1999年11月、バウハウス）

### フォトCD
- Letter（1995年12月8日） - 『月刊TECH Win』1995年12月号付録